# Buenavista, Jitotol
Buenavista är en ort i Mexiko.   Den ligger i kommunen Jitotol och delstaten Chiapas, i den sydöstra delen av landet, 700 km öster om huvudstaden Mexico City. Buenavista ligger 1 720 meter över havet och antalet invånare är 397.
Terrängen runt Buenavista är kuperad västerut, men österut är den bergig. Runt Buenavista är det ganska tätbefolkat, med 86 invånare per kvadratkilometer. Närmaste större samhälle är Simojovel de Allende, 13,4 km nordost om Buenavista. I omgivningarna runt Buenavista växer i huvudsak städsegrön lövskog.